# Kup Krešimira Ćosića 2016./17.
Kup Krešimira Ćosića za 2016./17. je dvadeset i šesto izdanje ovog natjecanja za hrvatske košarkaške klubove. Za razliku od proteklih sezona, završnica se igra kao turnir osam klubova (Final eight). Naslov pobjednika je četvrti put zaredom i peti put ukupno osvojila Cedevita iz Zagreba. 

## Rezultati

### I. dio
Igrano 27. i 28. rujna 2016.
| klub1                  | rez.   | klub2                           | izvori |
| ---------------------- | ------ | ------------------------------- | ------ |
| Zabok                  | 82:68  | Alkar Sinj                      | [ 2 ]  |
| Vrijednosnice Osijek   | 94:78  | Hermes Analitica Zagreb         | [ 3 ]  |
| Gorica (Velika Gorica) | 88:94  | Split                           | [ 4 ]  |
| Stoja Pula             | 68:90  | Ribola Kaštela (Kaštel Sućurac) | [ 5 ]  |
| Bosco Zagreb           | 61:91  | Škrljevo                        | [ 6 ]  |
| Borovo Vukovar         | 68:103 | Jolly JBS Šibenik               | [ 7 ]  |
| Podravac Virje         | 73:115 | Zagreb                          | [ 8 ]  |
| Jazine-Arbanasi Zadar  | 75:89  | Šibenik                         | [ 9 ]  |

### II. dio
Igrano 4. i 5. listopada 2016.
| klub1                           | rez.  | klub2             | izvori |
| ------------------------------- | ----- | ----------------- | ------ |
| Zabok                           | 85:96 | Šibenik           | [ 12 ] |
| Škrljevo                        | 71:99 | Zagreb            | [ 13 ] |
| Ribola Kaštela (Kaštel Sućurac) | 81:91 | Jolly JBS Šibenik | [ 14 ] |
| Vrijednosnice Osijek            | 69:80 | Split             | [ 15 ] |

### Završni turnir
Završni turnir je prvi put igran kao turnir osam klubova (Final eight), a igran je u Šibeniku u Dvorani Baldekin od 15. do 18. veljače 2017.
| klub1               | rez.           | klub2             | izvori         |
| četvrzavršnica      | četvrzavršnica | četvrzavršnica    | četvrzavršnica |
| ------------------- | -------------- | ----------------- | -------------- |
| Kvarner 2010 Rijeka | 76:98          | Cedevita Zagreb   | [ 17 ]         |
| Jolly JBS Šibenik   | 83:76          | Zagreb            | [ 18 ]         |
| Split               | 64:80          | Zadar             | [ 19 ]         |
| Šibenik             | 75:77          | Cibona Zagreb     | [ 20 ]         |
|                     |                |                   |                |
| poluzavršnica       |                |                   |                |
| Cedevita Zagreb     | 92:75          | Zadar             | [ 21 ]         |
| Jolly JBS Šibenik   | 87:79          | Cibona Zagreb     | [ 22 ]         |
|                     |                |                   |                |
| završnica           |                |                   |                |
| Cedevita Zagreb     | 102:66         | Jolly JBS Šibenik | [ 23 ]         |

## Poveznice
- A-1 liga 2016./17.
- A-2 liga 2016./17.
- B-1 liga 2016./17.
- C liga 2016./17.